# Petra Maňáková
Petra Maňáková (født Růčková; 9. februar 1989 i Tjekkiet) er en tjekkisk håndboldspiller som spiller for DHK Baník Most i Tjekkiet og Tjekkiets kvindehåndboldlandshold.